# Little Rock Challenger 2022
Il Little Rock Challenger 2022 è stato un torneo maschile di tennis professionistico. È stata la 3ª edizione del torneo, facente parte della categoria Challenger 100 nell'ambito dell'ATP Challenger Tour 2022, con un montepremi di 106 240 $. Si è svolto dal 30 maggio al 5 giugno 2022 sui campi in cemento del Rebsamen Tennis Center di Little Rock negli Stati Uniti.

## Partecipanti

### Teste di serie
| Nazionalità   | Giocatore           | Ranking* | Testa di serie |
| ------------- | ------------------- | -------- | -------------- |
| Stati Uniti   | Jeffrey John Wolf   | 126      | 1              |
| Ecuador       | Emilio Gómez        | 152      | 2              |
| Stati Uniti   | Christopher Eubanks | 157      | 3              |
| Australia     | Jason Kubler        | 160      | 4              |
| Stati Uniti   | Michael Mmoh        | 176      | 5              |
| Turchia       | Altuğ Çelikbilek    | 180      | 6              |
| Australia     | Rinky Hijikata      | 234      | 7              |
| Taipei cinese | Wu Tung-lin         | 248      | 8              |

* Ranking al 23 maggio 2022.

### Altri partecipanti
I seguenti giocatori hanno ricevuto una wild card per il tabellone principale:
- Brandon Holt
- Ben Shelton
- Donald Young

Il seguente giocatore è entrato in tabellone con il ranking protetto:
- Andrew Harris

I seguenti giocatori sono passati dalle qualificazioni:
- Adrián Menéndez Maceiras
- Murphy Cassone
- Román Andrés Burruchaga
- Strong Kirchheimer
- Gilbert Klier Júnior
- Zachary Svajda

## Campioni

### Singolare
Jason Kubler ha sconfitto in finale  Wu Tung-lin per 6–0, 6–2.

### Doppio
Andrew Harris /  Christian Harrison hanno sconfitto in finale  Robert Galloway /  Max Schnur per 6–3, 6–4.